# Yacimiento de Ciquilines
El grupo de yacimientos denominado Ciquilines es un conjunto arqueológico al aire libre ubicado en una serie de cerros del término de Monflorite en la provincia española de Huesca. 
En su mayoría, se trata de sitios pertenecientes al Neolítico y al Eneolítico, aunque el principal yacimiento, Ciquilines IV, presenta restos de uno de los primeros asentamientos de habitación continuada de la Hoya de Huesca.

## Ubicación
El área en el que se encuentran los yacimientos está ubicada entre las faldas de las sierras exteriores del Pirineo y la llanura de Monflorite, teniendo una geografía plana con cerros de poca altura en los que se encuentran los yacimientos al aire libre.

## Tipología
El conjunto arqueológico consta de varios yacimientos de ocupación discontinua en los lugares Ciquilines I y V durante el Neolítico y Eneolítico, siendo lugares de explotación temporal de recursos ganaderos, mientras que en Ciquilines IV se produce un asentamiento fijo durante el Bronce Medio en donde se desarrollan estructuras habitacionales fijas con la ubicación sobre un cerro como medida defensiva.

## Historia
Todos los yacimientos fueron localizados en el 1986 por el arqueólogo Javier Rey Lanaspa como parte de la realización de su tesis doctoral. En el marco de esta investigación se realizaron actividades de prospección a excepción del yacimiento Ciquilines IV, donde se realizó una pequeña excavación.
Sobre la cronología de los distintos yacimientos que componen el conjunto a través de los restos líticos encontrados se considera que todos los conjuntos del yacimiento tuvieron ocupaciones puntuales a finales del Neolítico e inicios del Eneolítico, menos Cinquilines V, en donde probablemente se usase como un punto de explotación ganadera.

Posteriormente el yacimiento también tendría actividad en la Edad del Bronce Plena, cuando se documenta un asentamiento más estable con la presencia de restos de muros y de estructuras, apoyadas con restos arqueológicos que indican la presencia de una explotación agrícola, como son los molinos manuales.

## Ciquilines I
Ubicado en el primero de los cerros numerados de este a oeste, aunque el material se localizó en la ladera sur de este, debido a que la erosión estaba actuando con mayor intensidad. A excepción de una pieza de cerámica y con un desengrasante grueso, todo el material que se recuperó fue lítico, principalmente sílex y en menor medida cuarcita. En cuanto a los tipos de herramientas, se hallaron un perforador, un rascador y restos de lascas sobre láminas.

## Ciquilines IV

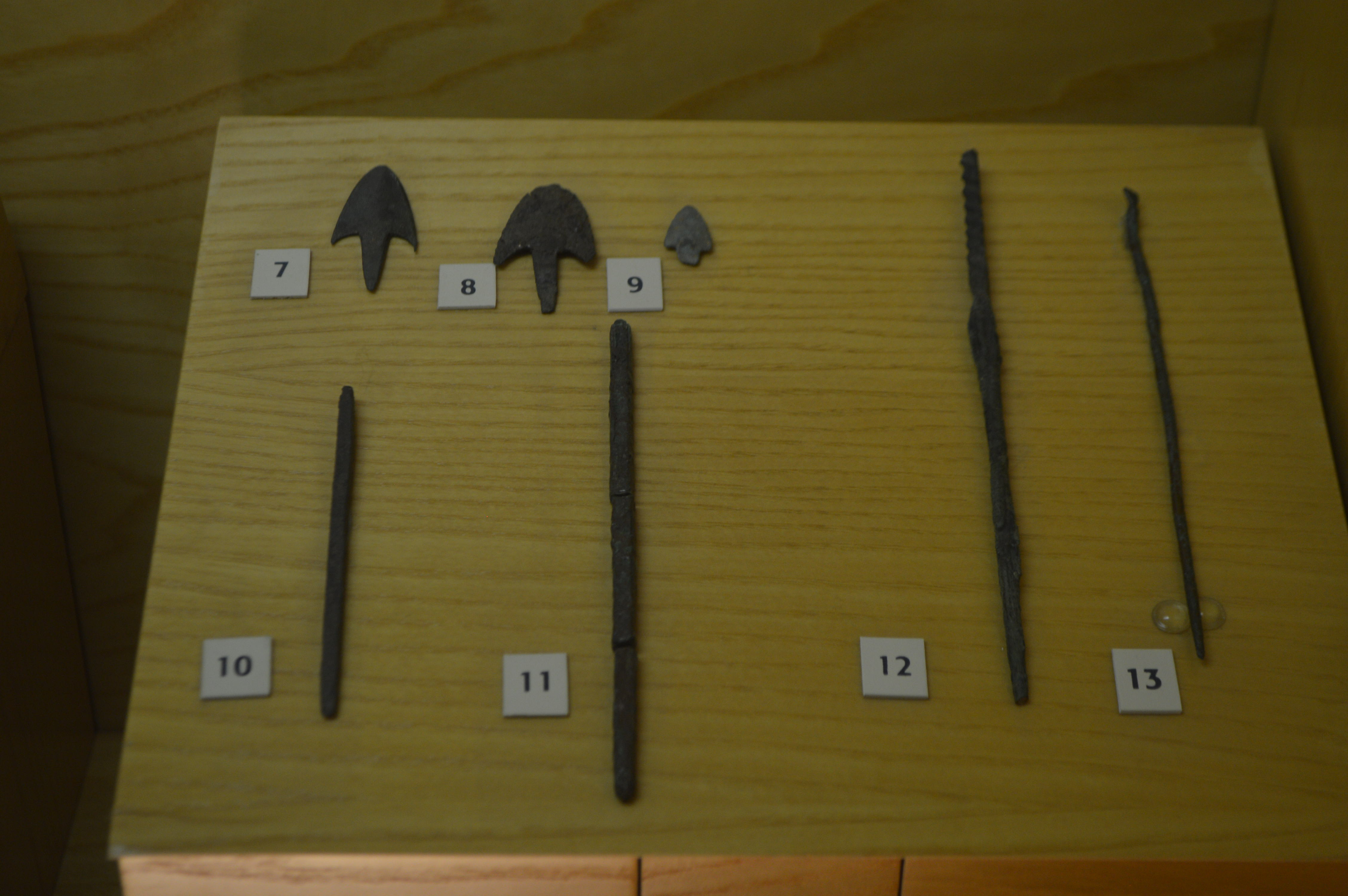
Uno de los punzones excavados en Cinquiles IV en exposición en el Museo de Huesca (número 10)

Es el yacimiento de mayor importancia y se sitúa en un cerro amesetado entre Ciquilines I y V, aunque los hallazgos realizados durante la prospección aparecieron en la ladera y llanura contigua. Los restos obtenidos constan de dos piezas de piedra pulimentadas, lascas líticas, varios núcleos liticos, fragmentos de molinos barquiformes de granito y fragmentos de varios tipos de cerámica que permitieron situar posteriormente el yacimiento alrededor del siglo XIV a. C.
Se excavaron dos hogares de los varios existentes ya que la actuación tenía carácter de urgencia debido a la existencia de un barranco en erosión que ya había dañado parte del yacimiento, en el cual se podían observar restos de estructuras y en donde desenterraron varias piezas de cerámica de distintos tipos al igual que una punta de flecha plana de pedúnculo y aletas de bronce y dos fragmentos dos punzones de bronce.

## Ciquilines V
Ubicado en el cerro más occidental de la serie y siendo el de mayor tamaño, tiene su material ubicado en la zona superior del mismo mezclado con la arenisca que lo cubre de donde se recuperaron tres fragmentos de cerámica realizada a mano y varias piezas de sílex, entre las que destacaron dos raspadores.